# Szalagos guvat

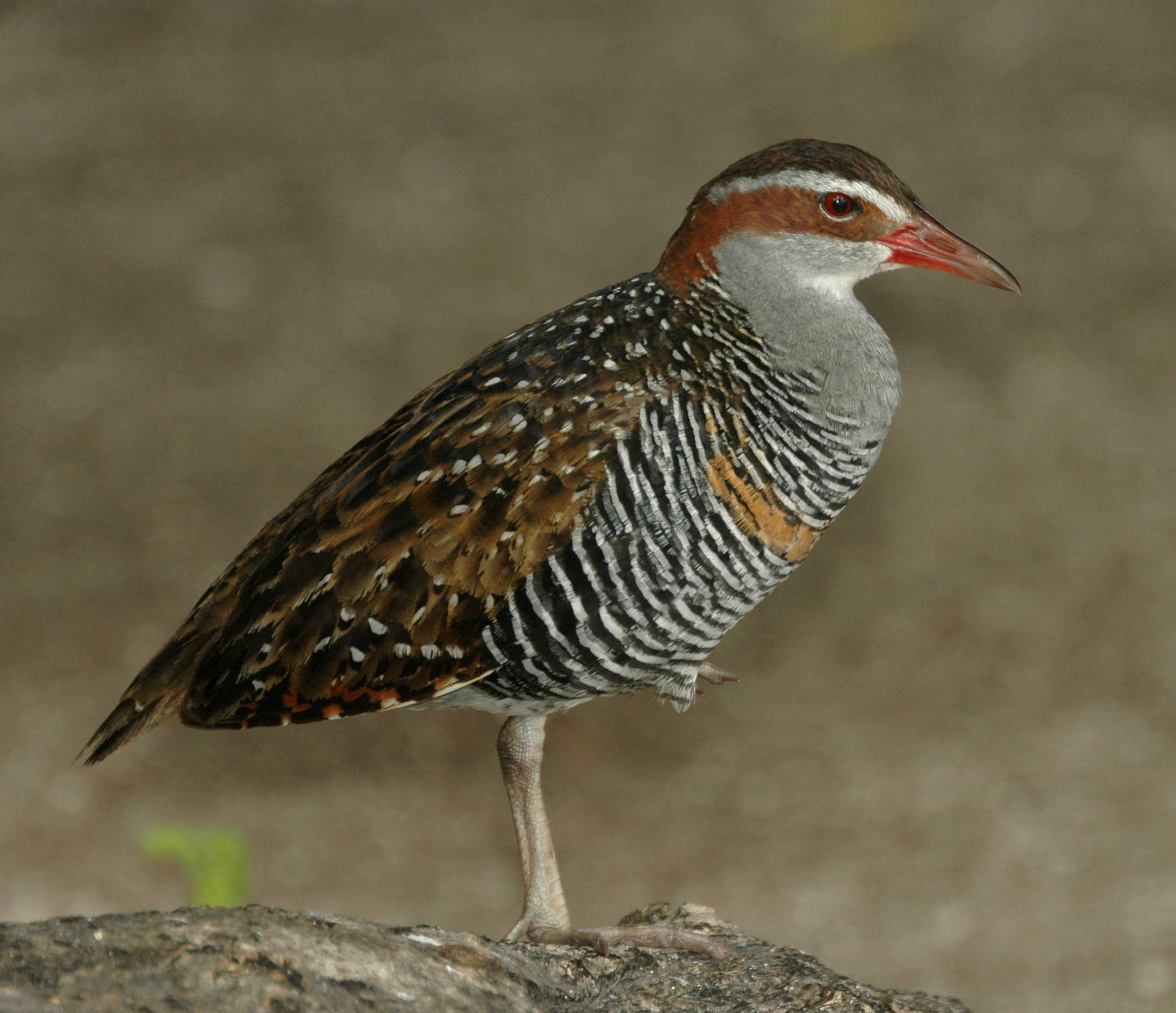

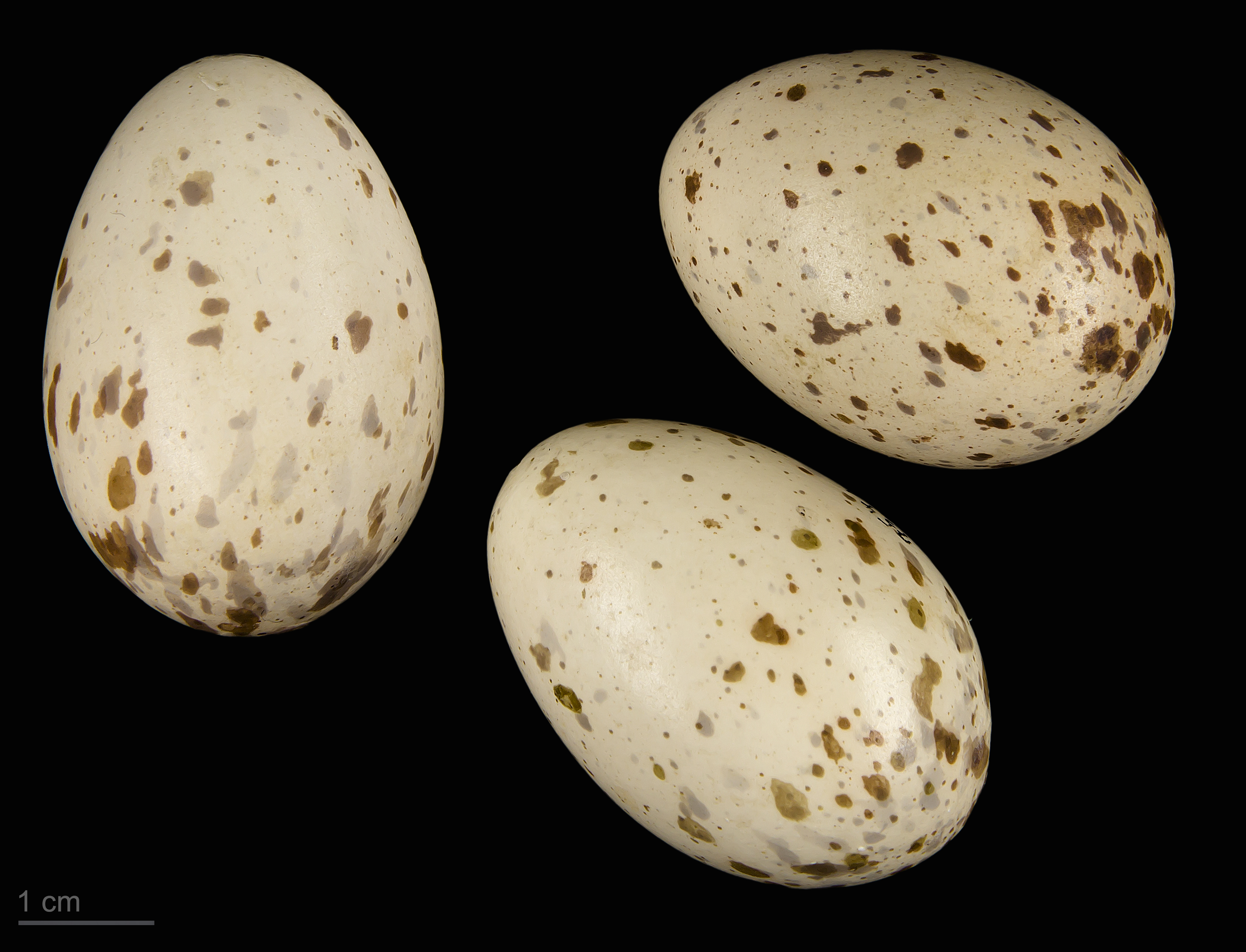
Gallirallus philippensis

A szalagos guvat (Gallirallus philippensis) a madarak osztályának darualakúak (Gruiformes) rendjébe, a guvatfélék (Rallidae) családjába tartozó faj.
Egyes rendszerek a Rallus nembe sorolják Rallus philippensis néven.

## Előfordulása
A Fülöp-szigetek, Új-Guinea, Ausztrália, Új-Zéland és a Csendes-óceáni szigetvilág területén honos. A természetes élőhelye tengerek, tavak és mocsarak partja.

## Alfajai
- Gallirallus philippensis admiralitatis (Stresemann, 1929), Admiralitás-szigetek
- Gallirallus philippensis anachoretae (Mayr, 1949), Anchorite-sziget, (Pápua-Új-Guinea)
- kókusz-szigeteki guvat (Gallirallus philippensis andrewsi) - Kókusz-szigetek, veszélyeztetett alfaj
- Gallirallus philippensis assimilis (G. R. Gray, 1843), Új-Zéland
- Gallirallus philippensis chlandleri, Celebesz északi része
- Gallirallus philippensis christophori (Mayr, 1938), Salamon-szigetek
- Gallirallus philippensis ecaudatus (J. F. Miller, 1783), a Csendes-óceán délnyugati szigetein él
- Gallirallus philippensis goodsoni (Mathews, 1911), Szamoa és Niue
- Gallirallus philippensis lacustris (Mayr, 1938), Új-Guinea
- Gallirallus philippensis lesouefi (Mathews, 1911), Új-Hannover, Tabar és Tanga-szigetek, korábban Új-Írország szigetén is élt
- Macquarie-szigeti guvat (Gallirallus philippensis macquariensis) - az Ausztrália déli területeihez tartozó Macquarie-szigeten élt, kihalt
- Gallirallus philippensis mellori (Mathews, 1912), Tasmania és Ausztrália
- Gallirallus philippensis meyeri (Hartert, 1930), Witu sziget (Pápua-Új-Guinea)
- Gallirallus philippensis pelewensis (Mayr, 1933), Palau
- Gallirallus philippensis philippensis (Linnaeus, 1766), Fülöp-szigetek, Celebesz, Buru
- Gallirallus philippensis praedo (Mayr, 1949), Skoki sziget, Admiraltás-szigetek
- Gallirallus philippensis randi (Mayr & Gilliard, 1951)
- Gallirallus philippensis reductus (Mayr, 1938), Új-Guinea északi része
- Gallirallus philippensis sethsmithi (Mathews, 1911), Vanuatu, Fidzsi-szigetek
- Gallirallus philippensis swindellsi (Mathews, 1911), Új-Kaledónia és a Loyalty-szigetek
- Gallirallus philippensis tounelieri Schodde & Naurois, 1982, (Korall-tengeri-szigetek)
- Gallirallus philippensis wahgiensis (Mayr & Gilliard, 1951), Új-Guinea központi hegységrendszere
- Gallirallus philippensis wilkinsoni (Mathews, 1911), Flores
- Gallirallus philippensis xerophilus (Bemmel & Hoogerwerf, 1940), (Indonézia)
- Gallirallus philippensis yorki, Maluku-szigetek, Új-Guinea nyugati és déli része

## Megjelenése
Testhosszúsága 28-33 centiméter, testtömege 130 gramm. Barna szemsávja és fehér szemöldöksávja van. Tollazata barna, fehér pettyekkel és csíkokkal mintázott.

## Életmódja

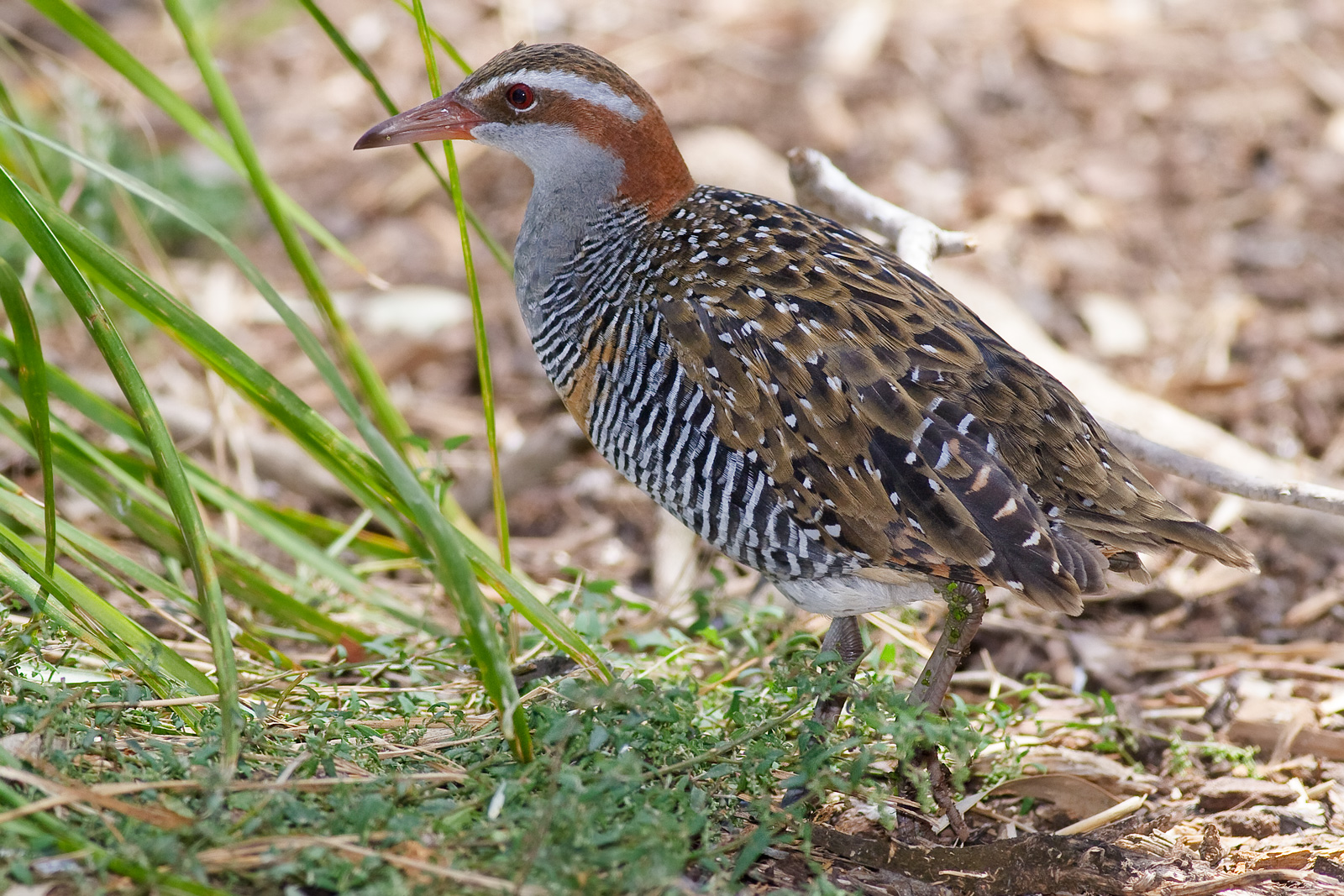

Nappal a növényzet között rejtőzködik, sötétedés után a rovarokat, gerincteleneket, puhatestűeket, magokat és más növényi részeket keresgél a talajon.

## Szaporodása
A vízparti növényzet közé, talajmélyedésbe rakja fészkét, melyet fűvel és levelekkel bélel ki.

## Külső hivatkozások
- Képek az interneten a fajról
- Ibc.lynxeds.com - videók a fajról